# Crassispira unicolor
Crassispira unicolor é uma espécie de gastrópode do gênero Crassispira, pertencente à família Pseudomelatomidae.